# SV Grödig II
Der SV Grödig II ist die zweite Mannschaft des österreichischen Regionalligisten SV Grödig. Die Mannschaft spielt seit der Saison 2016/17 in der 1. Landesliga, der fünfthöchsten Spielklasse.

## Geschichte
Die Amateure von Grödig stiegen 2006 als Vizemeister aus der achtklassigen 3. Klasse in die 2. Klasse Nord auf. In der Saison 2007/08 wurde Grödig II Meister in der siebtklassigen 2. Klasse Nord und stieg somit in die 1. Klasse Nord auf. In der sechsthöchsten Spielklasse wurde man auf Anhieb in der Spielzeit 2008/09 Meister und marschierte somit in die fünftklassige 2. Landesliga Nord durch. In der fünfthöchsten Spielklasse belegte man in der Saison 2009/10 den vierten Rang. Zur Saison 2010/11 löste die 1. Landesliga die 2. Landesliga als fünfthöchste Spielklasse ab. Für Grödig II änderte sich dennoch nichts, man blieb trotz der Reform fünftklassig. In der Saison 2010/11 wurde man Meister der neuen 1. Landesliga und stieg somit in die viertklassige Salzburger Liga auf.
In der Saison 2011/12 nahm Grödig II erstmals am ÖFB-Cup teil, nachdem man sich in der Vorrunde gegen den FC Kufstein durchgesetzt hatte. In der ersten Runde unterlag man jedoch dem Bundesligisten SK Sturm Graz deutlich. In der Liga belegte man in jener Spielzeit beim Viertligadebüt den vierten Tabellenrang. Die Saison 2012/13 beendete man als Achter. In der Saison 2013/14 wurde man Vizemeister, auf den Meistertitel und somit auch auf den Aufstieg in die Regionalliga fehlten den Grödigern drei Punkte. In der Saison 2014/15 wurde man abermals Vizemeister, diesmal hatte man jedoch ohnehin keine Chance auf den Aufstieg, Meister USK Anif hatte einen Vorsprung von 23 Punkten auf Grödig II. In der Saison 2015/16 wurde man Dritter. Trotz des dritten Ranges musste Grödig II zu Saisonende nach fünf Spielzeiten wieder in die 1. Landesliga absteigen, nachdem sich die Profis in den Amateurfußball zurückgezogen hatten.
Wieder in der fünfthöchsten Spielklasse angekommen, belegte man in der Saison 2016/17 den zehnten Platz. In der Saison 2017/18 wurde man Achter, in der Spielzeit 2018/19 Elfter. In der Saison 2019/20 belegte man zur Winterpause den sechsten Rang, ehe die Spielzeit aufgrund der COVID-19-Pandemie abgebrochen wurde.

## Trainerhistorie
- Michael Brandner (2008–2009)
- Radoslav Markovic (2009–2010)
- Eidke Wintersteller (2010–2011)
- Franz Aigner (2011)
- Jilmaz Özel (2011–2013)
- Christian Schaider (2013–2015)
- Mohamed Sahli (2015–2016)
- Thomas Witosek (2016)
- Michael Brandner (2016–2018)
- Daniel Burgstaller (2018)